# بهناز خجسته‌پور
بهناز خجسته‌پور (زادهٔ ۱۳۶۷ در مشهد) عضو تیم ملی شنای بانوان ایران است. او در ۱۷ سالگی به عنوان بهترین شناگر چهارمین دوره بازی‌های اسلامی بانوان شناخته شد. وی مدال آورترین ورزشکار زن در رشتهٔ شنا بوده‌است.

## زندگی ورزشی
بهناز خجسته‌پور در سال ۱۳۶۷ متولد شد. از ۸ سالگی وارد تیم ژیمناستیک خراسان شد، پس از ۲ سال فعالیت در ورزش ژیمناستیک، فعالیت خود را در رشتهٔ شنا آغاز کرد و پس از ۳ ماه به تیم استان خراسان راه یافت. او در سال ۱۳۸۰ به تیم ملی ایران دعوت شد. وی ۵ سال بصورت پی در پی، قهرمان قهرمانان شنای زنان خراسان شد و ۳ سال نیز عنوان قهرمان قهرمانان ایران را بدست آورد. او برای نخستین بار در سومین دوره بازی‌های اسلامی زنان با رقبای خارجی رقابت کرد و سه مدال طلای قهرمانی را از رقبای سوریه و پاکستانی ربود و به عنوان تکنیکی‌ترین شناگر رقابت‌ها شناخته شد. او رکوردهای متعددی را در ورزش شنا به نام خود به ثبت رسانده‌است.

## افتخارات ورزشی
بهناز خجسته‌پور، ۳۵۰ مدال دریافت کرده‌است که از آن میان ۲۷۰ مدال آن طلا بوده‌است او همچنین ثبت هفت رکورد ملی شنای بانوان را نیز در اختیار دارد و به همین دلیل علاوه بر کسب عنوان شهروند نمونه از طرف شهردار مشهد، لوح تقدیری نیز از رئیس‌جمهور وقت دریافت نموده‌است. برخی از عناوین وی عبارتند از:
- ۳ مدال طلا در سومین دوره بازی‌های اسلامی زنان[۲]
- ۵ مدال طلا در چهارمین دوره بازی‌های اسلامی زنان[۲]
- قهرمان ۲۰۰ متر آزاد نخستین دور لیگ برتر شنای بانوان ایران[۵]